# Amy Willerton
Amy Willerton, née le 18 aout 1992 à Bristol, est une mannequin et personnalité de la télévision britannique.

## Biographie
Elle est Miss Univers Grande-Bretagne 2013 et représente son pays à l'élection de Miss Univers 2013.
En novembre 2013 elle participe à I'm a Celebrity... Get Me Out of Here! 13 sur ITV.